# Местные ветры
Местные ветры — ветры, отличающиеся какими-либо особенностями от главного характера общей циркуляции атмосферы, но, как и постоянные ветры, закономерно повторяющиеся и оказывающие заметное влияние на режим погоды в ограниченной части ландшафта или акватории.
К местным ветрам относятся бриз, меняющий своё направление дважды в сутки, горно-долинные ветры, бора, фён, суховей, самум и многие другие.
Возникновение местных ветров связано главным образом с разностью температурных условий над крупными водоемами (бризы) или горами, их простиранием относительно общих циркуляционных потоков и расположением горных долин (фен, бора, горно-долинные), а также с изменением общей циркуляции атмосферы местными условиями (самум, сирокко, хамсин). Некоторые из них по существу являются воздушными течениями общей циркуляции атмосферы, но в определённом районе они обладают особыми свойствами, и потому их относят к местным ветрам и дают им собственные названия.
Например, только на Байкале вследствие разницы прогревания воды и суши и сложного расположения крутосклонных хребтов с глубокими долинами различают не менее 5 местных ветров: баргузин — теплый северо-восточный, горный — северо-западный ветер, вызывающий мощные штормы, сарма — внезапный западный ветер, достигающий ураганной силы до 80 м/с, долинные — юго-западный култук и юго-восточный шелоник.

## Арменаз
Западный ветер в Фронтиньяне — Альбервиле (деп. Савойя, Франция).

## Афганец
Афга́нец — сухой, пекущий местный ветер, с пылью, который дует в Центральной Азии. Имеет юго-западный характер и дует в верховьях Амударьи. Дует от нескольких суток до нескольких недель. Ранней весной с ливнями. Очень агрессивен. В Афганистане называется кара-буран, что означает чёрная буря или боди шурави — советский ветер.

## Балтэрэц
Юго-восточный ветер в долине Среднего Днестра, дующий со стороны города Балты.

## Баргузин
Баргузи́н — могучий восточный байкальский ветер, упомянутый в песне «Славное море — священный Байкал», дует главным образом в центральной части озера из Баргузинской долины поперёк и вдоль Байкала. Этот ветер дует ровно, с постепенно нарастающей мощью, но его продолжительность заметно уступает Верховику. Обычно предваряет устойчивую солнечную погоду.

## Биза
Биза (Bise) — холодный и сухой северный или северо-восточный ветер в горных районах Франции и Швейцарии. Бизе сходен с борой.

## Бора
Бора (итал. bora от греч. boreas — северный ветер) — сильный порывистый холодный ветер, дующий на побережье морей или крупных озёр с горных хребтов, разделяющих сильно охлаждённую и более тёплую (особенно приморскую) поверхность у их подножий. Он образуется, если невысокие горные хребты отделяют холодный воздух над сушей от тёплого воздуха над водой. Этот ветер наиболее опасен в морозную погоду, когда с большой скоростью (до 40-60 м/с) скатывается с горных хребтов к ещё не замёрзшему морю или озеру. Над тёплой водной поверхностью контраст температур между потоком холодного воздуха и тёплым морем значительно увеличивается, и скорость боры возрастает. Шквалистый ветер приносит сильное похолодание, поднимает высокие волны, а брызги воды намерзают на корпуса кораблей. Иногда с наветренной стороны на судне нарастает слой льда толщиной до четырёх метров, под тяжестью которого корабль может перевернуться и затонуть. Бора продолжается от нескольких суток до недели. Особенно типична бора на югославском побережье Адриатического моря, у Новороссийска (северо-восточный ветер), на западном склоне Урала — восточная Кизеловская бора и другие. Особый тип боры — стоковый ветер в Антарктиде и на северном острове Новой Земли.

## Бриз
Бриз (франц. brise — легкий ветер) — местный ветер небольшой скорости, меняющий направление дважды в сутки. Возникает на берегах морей, озёр, иногда больших рек. Днем суша нагревается быстрее, чем вода, и над ней устанавливается более низкое атмосферное давление. Поэтому дневной бриз дует с акватории на нагретое побережье. Ночной (береговой) — с охлажденного побережья на прогретую воду. Бризы хорошо выражены летом во время устойчивой антициклональной погоды, когда разница в температуре суши и воды наиболее значительная. Бризы охватывает слой воздуха в несколько сот метров и на морях действует в пределах нескольких десятков километров. В эпоху парусного судоходства бризами пользовались для начала плавания.

## Гармсиль
Гармсиль (тадж. Гармсел) — сухой и жаркий ветер типа фёна, дующий преимущественно летом с юга и юго-востока в предгорьях Копетдага и Западного Тянь-Шаня.

## Горно-долинные ветры
Горно-долинные ветры формируются в горных районах и меняют своё направление два раза в сутки. Воздух по-разному нагревается над гребнями горных хребтов, склонами и дном долины. Днём ветер дует вверх по долине и склонам, а ночью, наоборот, — с гор в долину и вниз в сторону равнины. Скорость горно-долинных ветров невысока — около 10 м/с.

## Джебаны
Холодный северный ветер типа боры, наблюдающийся в конце осени в Шемахе (Азербайджан).

## Зефир
Зефи́р (греч. Ζέφυρος, «западный») — ветер, господствующий в восточной части Средиземного моря, начиная с весны, и наибольшей интенсивности достигающий к летнему солнцестоянию. Здесь он, хотя и тёплый, но часто приносит с собой дожди и даже бури, тогда как в западной части Средиземного моря Зефир является почти всегда лёгким, приятным ветром.

## Маараб
Юго-восточный пассат у островов Тонга (Дружбы) в Тихом океане.

## Мистраль
Холодный северо-западный ветер, формирующийся подобно новороссийской боре, называется мистраль, а похожий ветер с моря на побережье Каспийского моря в районе Баку именуется хазри, или бакинский Хазри (ветер).

## Мельтеми
Северный летний ветер в Эгейском море.

## Памперо
Памперо (исп. Pampero) — холодный, штормовой (иногда с дождем) южный или юго-западный ветер в Аргентине и Уругвае.

## Погон
Погон — попутный ветер на реках и озёрах. На Нижней Волге — северо-западный ветер.

## Самум
Самум — знойный сухой ветер в пустынях Северной Африки и Аравийского полуострова. Обычно перед налетающим шквалом самума пески начинают «петь» — слышен звук трущихся друг о друга песчинок. Поднятые «тучи» песка затмевают Солнце. Возникает самум при сильном прогреве земли и воздуха в циклонах и преимущественно при западных и юго-западных ветрах. Ветер несёт раскалённый песок и пыль и иногда сопровождается грозой. Температура воздуха при этом может подняться до +50 °C, а относительная влажность подходит к 0 %. Шквал длится от 20 минут до 2—3 часов, иногда с грозой. При самуме следует ложиться и плотно закрываться одеждой. В Алжирской Сахаре бывает до 40 раз в год.

## Сарма
На озере Байкал бора имеет местное название — сарма. Этот ветер образуется при переваливании холодного арктического воздуха через прибрежные горные хребты. Он назван по имени реки Сармы, через долину которой холодный ветер из Якутии прорывается к Байкалу. В 1912 году этот ледяной ветер оторвал от буксира огромную баржу и выбросил её на скалистый берег. В результате погибло более 200 человек.

## Сирокко
Сирокко (итал. scirocco, от араб. شرق — шарк — восток) — жаркий, сухой, пыльный южный и юго-восточный ветер из пустынь Северной Африки и Аравийского полуострова, возникающий в передней части циклона. Над Средиземным морем сирокко слегка обогащается влагой, но все же иссушает ландшафты прибрежных районов Франции, Апеннинского и Балканского полуостровов. Чаще всего дует весной 2-3 дня подряд, повышая температуру до 35 °C. Переваливая горы, на их подветренных склонах приобретает характер фёна. Ветер сирокко приносит в Южную Европу не только красную и белую пыль из Сахары, которая выпадает с дождями, окрашивая их в кровавый или молочный цвет, но и удушающую жару.

## Суховей
Суховей — ветер с высокой температурой и низкой относительной влажностью воздуха в степях, полупустынях и пустынях, образуется по краям антициклонов и продолжается несколько суток, усиливая испарение, иссушая почву и растения. Скорость суховея обычно умеренная, относительная влажность невелика (менее 30 %). Суховеи характерны для степных районов России и Украины, Казахстана и Прикаспия.

## Теббад
Теббад или Гармсил — сухой, жгучий ветер, дующий в августе в некоторых местностях средней Азии. Вреден как для растений, так и для человека.

## Торнадо
Торнадо (исп. Tornado) — в Северной Америке сильный атмосферный вихрь над сушей, отличающийся исключительно большой повторяемостью, образуется в результате столкновения холодных масс с Арктики и теплых масс с Карибского бассейна. Ежегодно в восточной части США наблюдается несколько сотен торнадо.

## Трамонтана
Трамонта́на (итал. tramontana — «из-за гор»)[1] — холодный северный и северо-восточный ветер в Италии, Испании, Франции, Хорватии. Является разновидностью катабатического ветра (боры).

## Фён
Фён (нем. Föhn, от лат. Favonius — теплый западный ветер) — сухой, тёплый сильный ветер, порывисто дующий с высоких гор в долины. Он наблюдается во всех горных странах. Воздух перетекает через гребень хребта, устремляется по подветренному склону в долину, и при опускании его температура повышается, а влажность уменьшается в результате адиабатического нагревания — на один градус на каждые 100 м спуска. Чем больше высота, с которой спускается фён, тем выше поднимается температура принесённого им воздуха. Скорость фёна может достигать 20-25 м/с.

## Хамсин
Хамсин (араб. буквально — пятьдесят) — сухой, изнуряюще жаркий ветер южных направлений на северо-востоке Африки и в странах Ближнего Востока. Температура воздуха нередко выше 40 °C, при штормовой силе ветра хамсин дует иногда 50 дней в году, обычно в марте-мае. Возникает в передних частях циклонов, перемещающихся из пустынь Северной Африки, поэтому хамсин насыщен песком и пылью, что снижает видимость.

## Харматан
Харматан — сухой и знойный ветер, дующий на Гвинейском берегу Африки и приносящий красную пыль из Сахары.

## Шинук
Шинук — юго-западный фён на восточных склонах Скалистых гор в Канаде и США, а также на прилегающих к ним участках прерий. Сопровождается очень быстрым, резким (иногда на 20—30°С) повышением температуры воздуха, что способствует усиленному таянию снегов, ускорению созревания плодов и т. п. Шинук наблюдается во все сезоны года, но особенно часто зимой. Шинук называют также влажный юго-западный ветер с Тихого океана на западное побережье США.

## Шелоник
Шело́ник (шалоник, шелонник, шеллоник) — на озере Ильмень (Новгородская область) — юго-западный ветер, дующий из устья реки Шелонь. Впадая в озеро, река образует протяжённый лиман. В сумме с акваторией озера расстояние до восточного берега составляет примерно 50 км, что способствует образованию большой волны в широтном направлении.